# M84 NORA
M84 NORA (skr. od Novo ORuđe Artiljerije) je tegljena top-haubica kalibra 152 mm. Razvijena je početkom 1980-ih godina u Vojno tehničkom institutu u Beogradu. U naoružanje JNA uvedena je 1984. godine kao jedna od najučinkovitijih i najsuvremenijih haubica toga vremena.
Projektirana je na osnovi ruskog topa D-20. Iako je bilo moguće koristiti streljivo ruske proizvodnje, razvijena je nova vrsta streljiva 152 mm. Na zemlju se oslanja preko dva kraka i hidraulične dizalice. 
Postojale su i inačice B1 (s poluautomatskim okomitim klinastim zatvaračem), te B2 (s poluautomatskim potiskivačem projektila u komoru cijevi. Postoji i samohodna inačica (NORA B52) koja se proizvodi za izvoz.

## Vanjske poveznice
- Top-haubica 152 mm M84 NORA A  Arhivirana inačica izvorne stranice od 20. srpnja 2015. (Wayback Machine)